# Premi Internacional Catalònia de l'Institut d'Estudis Catalans
El Premi Internacional Catalònia de l'Institut d'Estudis Catalans és un premi instituït el 1968 per l'Institut d'Estudis Catalans i que és ofert a un investigador estranger estudiós de les terres de llengua catalana o de qualsevol aspecte de llur cultura. Actualment té periodicitat biennal tot i que s'atorgà anualment fins a 1999. La ponència que atorga el premi està formada pel secretari general de la institució i un membre de cada una de les cinc seccions.
Les persones que han rebut el premi són:
| Any  | Premiat                                          | |
| ---- | ------------------------------------------------ | --- |
| 2021 | Desert                                           | |
| 2019 | Desert                                           | |
| 2017 | Jana Balacciu Matei                              | |
| 2015 | Anthony Bonner                                   | |
| 2013 | Giuseppe Grilli                                  | |
| 2011 | Alexander Fidora                                 | |
| 2009 | Josep Maria Murià i Romaní                       | |
| 2007 | desert                                           | |
| 2005 | desert                                           | |
| 2003 | Alan Yates                                       | |
| 2001 | Georges Fabre                                    | Per la seva recerca sobre la Catalunya romana                                                                          |
| 1999 | Curt Wittlin                                     | |
| 1998 | Yvette Barbaza                                   | |
| 1997 | Géza Alföldy i Theodor Hauschild                 | |
| 1996 | Christiane Crasemann Collins i George F. Collins | Per la seva recerca i divulgació als Estats Units sobre arquitectura catalana del XIX i XX, particularment sobre Gaudí |
| 1995 | Robert Brian Tate                                | |
| 1994 | Jocelyn Nigel Hillgarth                          | |
| 1993 | Marie-Claire Zimmermann                          | |
| 1992 | Kálmán Faluba i Károly Morvay                    | |
| 1991 | Robert Pring-Mill                                | |
| 1990 | Kathleen McNerney                                | Per la seva recerca sobre literatura catalana del XV                                                                   |
| 1989 | Rudolf Brummer                                   | |
| 1988 | Joseph Gulsoy                                    | |
| 1987 | Michel Séguret                                   | Per la seva recerca sobre tectònica del Pirineu                                                                        |
| 1986 | Giuseppe Tavani                                  | |
| 1985 | Thomas N. Bisson                                 | |
| 1984 | Marcel Durliat                                   | |
| 1983 | Pierre Birot                                     | |
| 1982 | Robert I. Burns                                  | |
| 1981 | Pierre Bonnassie                                 | |
| 1980 | Giuseppe E. Sansone                              | |
| 1979 | Arthur H. Terry                                  | |
| 1978 | Josias Braun-Blanquet                            | |
| 1977 | Friedrich Stegmüller                             | Pels seus estudis sobre filosofia medieval                                                                             |
| 1976 | Kenneth M. Setton                                | |
| 1975 | Wilhelm Giese i Johannes Vincke                  | |
| 1974 | Paul Aebischer                                   | |
| 1973 | Erhard-Wolfram Platzeck                          | Pels seus estudis sobre Ramon Llull                                                                                    |
| 1972 | Pierre Vilar                                     | |
| 1971 | Pierre Deffontaines                              | |
| 1970 | Constantin Marinescu                             | |